# Лема Зариського
Лема Зариського — важлива лема в комутативній алгебрі, яка зокрема використовується при доведенні теореми Гільберта про нулі. Названа на честь Оскара Зарицького.
Лема стверджує, що якщо поле L є розширенням поля K і водночас L є скінченно породженою алгеброю над полем K то звідси випливає, що L є скінченним розширенням поля K.

## Доведення
Припустимо спершу, що {\displaystyle L=K(v)} для деякого {\displaystyle v\in L.} Тоді кільце {\displaystyle K[v]} є ізоморфним кільцю {\displaystyle K[X]/(F),} де {\displaystyle K[X]} — кільце многочленів над K і{\displaystyle F\in K[X],} оскільки {\displaystyle K[X]} є кільцем головних ідеалів. Також {\displaystyle (F)} є простим ідеалом.
{\displaystyle (F)} не може бути рівним нулю. Дійсно в цьому випадку {\displaystyle L=K(X)} і це суперечить тому, що L є скінченно породженою алгеброю над K. Справді {\displaystyle K(X)} не є скінченно породженою алгеброю над K оскільки якщо вибрати спільний знаменник b породжуючих елементів, то будь-який елемент {\displaystyle p\in K(X),} знаменник якого не ділить жодного степеня b не може бути записаний через ці породжуючі елементи.
Отже, {\displaystyle (F)} є ненульовим простим ідеалом. {\displaystyle F} є незвідним многочленом, старший коефіцієнт якого можна вважати рівним 1. Ідеал {\displaystyle (F)} є максимальним ідеалом і тому {\displaystyle K[v]=K[X]/(F)} є полем, тобто {\displaystyle K[v]=K(v).} Також {\displaystyle F(v)=0,} тобто v є алгебраїчним елементом і {\displaystyle L=K(v)} є скінченним розширенням поля K.
Припустимо тепер, що твердження теореми справедливе для випадку коли L є скінченно породженою алгеброю з n — 1 породжуючим елементом і доведемо, що твердження справедливе і для {\displaystyle L=K[v_{1},\ldots ,v_{n}].}
Позначимо {\displaystyle K_{1}=K(v_{1}).} Тоді з припущення індукції {\displaystyle L=K_{1}[v_{2},\ldots ,v_{n}]} є скінченним розширенням поля {\displaystyle K_{1}.} Якщо також {\displaystyle K_{1}} є алгебраїчним розширенням, то воно є скінченним і {\displaystyle L=K[v_{1},\ldots ,v_{n}]} тоді теж є скінченним, оскільки у послідовності полів K ⊆ L ⊆ F, поле F є скінченним розширенням над K тоді і тільки тоді, коли F є скінченним розширенням над L та L є скінченним розширенням над K.
Тому припустимо, що {\displaystyle K_{1}} не є алгебраїчним розширенням і тоді воно ізоморфно полю {\displaystyle K(X).}
Кожен елемент {\displaystyle v_{i},\;i=2,\ldots ,n} є алгебраїчним над {\displaystyle K_{1},} тобто виконується рівність:
{\displaystyle v_{i}^{n_{i}}+a_{i1}v_{i}^{n_{i}-1}+\ldots =0,\;a_{ij}\in K_{1}.}
Позначивши як a добуток знаменників всіх {\displaystyle a_{ij}} в рівностях вище маємо також:
{\displaystyle (av_{i})^{n_{i}}+aa_{i1}(av_{i})^{n_{i}-1}+\ldots =0.}
Оскільки з попереднього {\displaystyle aa_{ij}\in K[v_{1}]} то всі елементи {\displaystyle av_{i}} є алгебраїчними цілими над {\displaystyle K[v_{1}].} Оскільки алгебраїчні цілі утворюють кільце, то для кожного {\displaystyle z\in K[v_{1},\ldots ,v_{n}]} існує {\displaystyle m\in \mathbb {N} ,} таке що {\displaystyle a^{m}z} є алгебраїчним цілим над {\displaystyle K[v_{1}].}
Зокрема, оскільки {\displaystyle K(v_{1})\subset K[v_{1},\ldots ,v_{n}],} то це твердження є справедливим і для {\displaystyle K(v_{1}).}
Проте за припущенням {\displaystyle K(v_{1})} є ізоморфним полю {\displaystyle K(X)} і {\displaystyle K[v_{1}]} є ізоморфним кільцю {\displaystyle K[X].} Елемент поля {\displaystyle K(X)} є алгебраїчним цілим над {\displaystyle K[X]} тоді і тільки тоді коли він належить {\displaystyle K[X].} Дійсно якщо {\displaystyle z=F/G\in K(X),} де {\displaystyle F,G\in K[X]} — взаємно прості многочлени, то з {\displaystyle z^{n}+a_{1}z^{n-1}+\ldots =0} випливає {\displaystyle F^{n}+a_{1}F^{n-1}G+\ldots =0,} тому G ділить F і відповідно G = 1. Зокрема, якщо знаменник {\displaystyle z} не ділить {\displaystyle a}, то {\displaystyle a^{m}z} не може бути алгебраїчним цілим для довільного {\displaystyle m\in \mathbb {N} .}
Тому з усіх цих властивостей маємо, що {\displaystyle K(v_{1})} не може бути ізоморфним {\displaystyle K(X)} і відповідно {\displaystyle K_{1}} є алгебраїчним розширенням, що завершує доведення.